# Роенок (Луїзіана)
Роенок (англ. Roanoke) — переписна місцевість (CDP) в США, в окрузі Джефферсон-Девіс штату Луїзіана. Населення — 491 особа (2020).

## Географія
Роенок розташований за координатами 30°14′8″ пн. ш. 92°44′53″ зх. д. / 30.23556° пн. ш. 92.74806° зх. д. (30.235526, -92.748141).  За даними Бюро перепису населення США в 2010 році переписна місцевість мала площу 1,11 км², уся площа — суходіл.

## Демографія
Згідно з переписом 2010 року, у переписній місцевості мешкало 546 осіб у 204 домогосподарствах у складі 152 родин. Густота населення становила 493 особи/км².  Було 224 помешкання (202/км²).
Расовий склад населення:
| - 76,0 % — білих - 21,6 % — чорних або афроамериканців - 0,4 % — азіатів - 0,2 % — корінних американців |

До двох чи більше рас належало 1,6 %. Частка іспаномовних становила 0,9 % від усіх жителів.
За віковим діапазоном населення розподілялося таким чином: 26,6 % — особи молодші 18 років, 60,6 % — особи у віці 18—64 років, 12,8 % — особи у віці 65 років та старші. Медіана віку мешканця становила 39,2 року. На 100 осіб жіночої статі у переписній місцевості припадало 100,7 чоловіків;  на 100 жінок у віці від 18 років та старших — 91,0 чоловіків також старших 18 років.
Середній дохід на одне домашнє господарство  становив 46 784 долари США (медіана — 34 545), а середній дохід на одну сім'ю — 57 511 долар (медіана — 53 977). За межею бідності перебувало 8,6 % осіб, у тому числі 0,0 % дітей у віці до 18 років та 11,7 % осіб у віці 65 років та старших.
Цивільне працевлаштоване населення становило 117 осіб. Основні галузі зайнятості: сільське господарство, лісництво, риболовля — 32,5 %, освіта, охорона здоров'я та соціальна допомога — 20,5 %, виробництво — 17,9 %.